# Ограда Ильинского Водлозерского погоста
Огра́да Ильи́нского Водлозе́рского пого́ста — рубленая деревянная ограда конца XVIII века, по форме и конструкции соответствующая древним крепостным сооружениям. Входит в состав архитектурного ансамбля Ильинского Водлозерского погоста, расположенного на Малом Колгострове на территории Водлозерского национального парка в Пудожском районе Карелии. Сохранилась без существенных утрат и перестроек. Послужила прототипом для современной ограды Кижского погоста. Объект культурного наследия федерального значения.

## Описание
Контур ограды имеет вид вытянутого неправильного многоугольника, повторяющего очертания берега и рельефа. Внутри в юго-западной части находится церковь, а в восточной части — кладбище. Ограда создана на основе треугольных бревенчатых ряжей, следующих с шагом 8 м, играющих роль контрфорсов. Ряжи обращены вершинами внутрь таким образом, что контур ограды формируется наружными сторонами треугольников. Углы ограды рублены «в лапу». Сверху уложены бревенчатые прогоны, которые вместе с верхними брёвнами ограды и коньковыми слегами служат каркасом для двускатной кровли. Кровля ограды крыта тёсом. Стыки тёсовых скатов прикрыты сверху шеломом.
В южной стене напротив церковных сеней выполнен главный вход в ограду в виде двух вытянутых срубов-пятистенков, играющих роль торговых лавок, между которыми устроены массивные ворота с трапециевидным завершением и калитка. В наружных стенах срубов имеются широкие проёмы с откидывающимися вниз ставнями, которые используются как прилавки. Срубы лавок выше основной части ограды. Входная группа конструкций объединена общей двускатной крышей. Над коньком входа на крыше размещается крест. Горизонтальные размеры входной конструкции — 13,68 × 2,12 м.
Также небольшая калитка имеется в западной стене ограды.

## История
Историю Ильинского погоста письменные источники подтверждают с XVI века. Сохранившуюся до настоящего времени ограду по времени связывают с постройкой церкви Ильи Пророка в 1798 году водлозерскими плотниками на средства прихожан на месте предыдущего шатрового храма, разобранного из-за ветхости. Удачное расположение погоста на пути важнейших трактов Русского Севера, в частности тракта на Соловки, способствовало хозяйственному расцвету этого региона в конце XVIII века. На соседнем острове существовали обширные складские помещения для разных товаров, реализацией которых по праздникам и ярмарочным дням могли заниматься водлозерские крестьяне и купцы, поэтому построенная ограда была оборудована торговыми лавками.
Экономическое благополучие погоста продолжалось до прихода советской власти. В 1930-х годах церковь была закрыта, а её священники — репрессированы.
В 1950—1953 годах проводился аварийный ремонт. Обмеры и проект реставрации был выполнен А. В. Ополовниковым, работы осуществлялись научно-реставрационной мастерской Управления по делам архитектуры К-ФССР.
В 1960 году ограда в составе архитектурного комплекса погоста вместе с церковью и часовней была внесена в список памятников архитектуры, подлежащих охране как памятники государственного значения.
В 1983 году силами бригады Карельского отделения ВООПИК ремонтировалась кровля ограды.
В 1991 году был создан Водлозерский национальный парк в территорию которого оказался включён Малый Колгостров с Ильинским погостом. В 2006 году Петрозаводская епархия Карельской митрополии учредила здесь мужской монастырь — Свято-Ильинскую Водлозерскую пустынь.
В 2006—2007 годах в связи с аварийным состоянием ограды проводилась реставрация по проекту В. Н. Куспака (главного архитектора музея-заповедника «Кижи»). Работы выполняло ООО «Архитектурно-реставрационный центр „Заонежье“».
В 2016 году включена в ЕГРОКН как объект культурного наследия федерального значения.